# 書院造

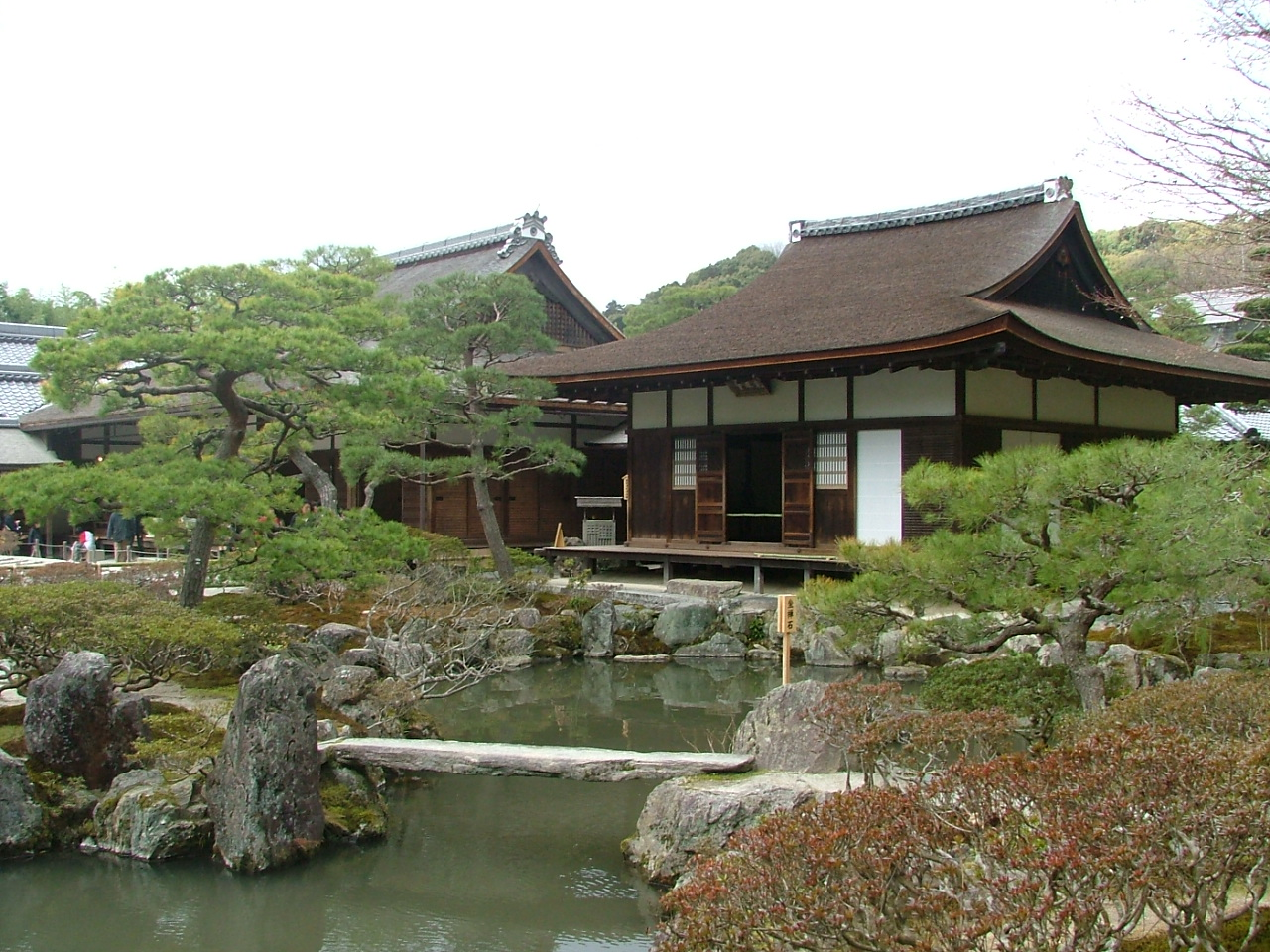
慈照寺東求堂

書院造（しょいんづくり）は、日本の室町時代から近世初頭にかけて成立した住宅の様式である。寝殿を中心とした寝殿造に対して、書院を建物の中心にした武家住宅の形式のことで、書院とは書斎を兼ねた居間の中国風の呼称である。その後の和風住宅は、書院造の強い影響を受けている。かつては「武家造」とも呼ばれたように、中世以降、武士の住居が発展する中で生まれた。具体的な例としては銀閣寺がある。

## 概要

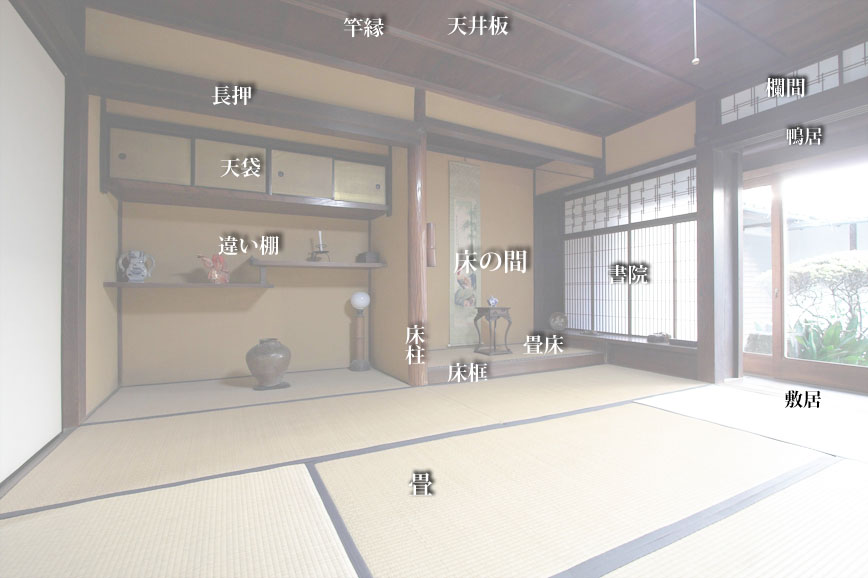
各部名称

書院造とは、平安時代の貴族の住宅様式「寝殿造」を元に、中世末期以降に始まり近世初頭に大いに発展完成した「書院」を主室に持つ武家の住宅様式である。時代とともに、日常的な住まいから接客空間としての広間へ、さらに儀式の場としての対面所へという変遷が窺える。武士の社会的地位の変化にともなう公的空間への移行と言い換えることもできよう。平和な平安王朝期と異なり、戦乱の多い武士の時代には、座敷が交渉や情報交換などの接客の場として重要性が増したため生まれたと考えられている。また、書院造が発達した時期には小氷期が始まっており、寒い冬に暖を取るために間仕切りや畳を用いて空間の保温性を高めたとも考えられる。当然、儀式を要しない階層の武士の間では接客空間としての書院造は健在で、後に洗練の度合いを増し数寄屋の座敷を生むことになる。
寝殿造では十分でなかった間仕切りが書院造では大いに発達し、引き違いの建具によって分けられた畳を敷き詰めた室（座敷）が連なり、その室の床には高低差が付けられ、一段高い主室を上段、ときには上々段と呼び、低い室を下段と呼び席による階級差を明瞭に示すようになる。主室には、書院、押し板、棚、納戸構（帳台構・武者隠し）が設けられ、それらの壁には淡彩や濃彩の障屏画が描かれ上段に座す高位者を荘厳した。主室に必ずある「書院」とは　本来書斎の意で、畳を敷いた二畳程度の小スペースに書見のための造りつけの机を置きその正面には南に向けて明かり採りの窓「書院窓」を開け、傍らには書物や硯を置く棚も設けられた。後にこの書院は、物飾りのスペースであった押し板と一体化して座敷の「床の間」となり、書院窓も書見という目的から離れて床の間の明かり採りとなり、「付書院」と呼ばれるようになる。連なる各室を仕切るのは引き違いの建具「襖」でありここにもしばしば障屏画が描かれた。寝殿造では円柱であった柱がここでは面取り角柱となりその面取りも時代とともに小さくなる。外回りでは舞良戸を多用しそれに併置して明かり障子が設けられた。連なった室の南側には畳を敷いた廊下である「入り側」が設けられさらにその外側には濡れ縁である「落ち縁」が設けられた。桃山時代頃には「雨戸」も発明され半戸外であった入り側も室内空間に取り込まれるようになる。寝殿造の中門廊は簡略化されて「中門」となり、ときに南庭に突き出たテラスから玄関へと変化を遂げる。
以上に述べた書院造の説明に、「座敷」、「床の間」、付書院、棚、角柱、襖、障子、雨戸、縁側、玄関という現代和風住宅を特徴付けるすべての要素が認められる。
今日の宴席では、しばしば床の間の位置によって「上座（かみざ）」「下座（しもざ）」などと座席位置が決められることがあるが、これも床の間との位置関係が身分序列の確認を促した書院造の伝統が見られる。

## 歴史

### 鎌倉・南北朝時代
「一遍上人絵伝」などの中世の絵画によって知れるところでは、客を迎え入れることが多かった武家住宅において接客のための建物が発達し、座敷（畳を敷いた部屋の意）が生まれたと考えられる。この時期の座敷は、まだ畳が敷き詰められておらず、付け書院や後に床の間に変化する押し板などの要素も形式にまとまりがないが、書院造を構成する要素は鎌倉時代に出そろっていたことが分かる。とくに、13世紀中頃の都市鎌倉では、1236年（嘉禎2年）に執権北条泰時は将軍の御成のために「寝殿」を建てたが、その孫である北条時頼の代になると武家住宅の本来の客間であったデイ（出居）が発展し、寝殿に代わって御成に使用されるデイが誕生しており、その主室が酒宴などが行われる「座敷」と呼ばれていることから、これが和室の原型であったと考えられる。

### 室町・安土桃山時代
室町時代に北山文化が発生し、客間として用いられた「会所（かいしょ）」などに座敷飾りが造られるようになり、そうした会所が東山文化で、茶道、華道、芸能など日常生活の芸術とともに発展した。この座敷飾りの場所は「押し板」と呼ばれる長板を敷いたスペースで、壁に画を掛け、前机に三具足（香炉・花瓶・燭台）をおいて礼拝していたものを、建築空間として造り付けるようになったもので、これと身分の高い人のすわる場所を一段高くして畳を引いた床を一体化したものが、一般に床の間と呼ばれているものであり、近世極初期に生まれたのではないかとされている。だが、そもそも会所とはさまざまの人々が集まる場所であり、本来的に住居である書院と混同するべきではない。プライベートスペースとしての「書院」の原型を、足利義政が慈照寺（銀閣がある寺）の東求堂（1485年（文明17年））に造った「同仁斎」に見ることができる。これは四畳半の小さな一間すなわち「方丈」の書斎であるが、付書院と棚を備え、畳を敷き詰めたものである。ただし同仁斎は書院としての要素は持っていてもまだ書院造とは言えない。
室町時代後期になって、押板や棚、書院を備える座敷が一般的になり、それらがヒエラルキーを持つ連続空間となって書院造の形式が整えられていった。亭主の座である上段は、原則として連続した室の東端もしくは西端に置かれ、その前方に座敷が東西に二室連なり、さらにその外側に「公卿の間」と呼ばれる小スペースが設けられ、ここに付設する車寄せを正式の入り口とした。公卿の間の南には「中門」が設けられ、ここには唐破風も設けられたからおそらくは公卿以外の人々の出入り口となった。そしてこれら連続した室の南側には、入り側を介して庭が広がっていた。上段の書院は、南側に窓を向け書見の明かり採りとするとともに上段を照らす明かり採りの用も担った。上段正面背部には押し板と違い棚が設けられ、座敷飾りの場所となった。聚楽第のような大規模な屋敷では、同様な室の並びがさらに一列北側に設けられた。聚楽大広間では、これら二つの書院造の室群に挟まれた空間を「納戸」と称しているが、これが帳台とも呼ばれた住宅における寝室であり、それゆえここと座敷を仕切る建具を「帳台構」と呼ぶ。
織田信長の安土城、豊臣秀吉の大坂城や聚楽第の御殿の壁や襖障子には、狩野派の絵師により金碧濃彩の障壁画が描かれ、権力者の威勢を示すものであった。これらはいずれも現存しないが、徳川3代将軍徳川家光によって建てられた二条城の二の丸御殿大広間は、同様の障壁画を持つ書院造の現存例である。

### 江戸・明治時代
江戸時代には書院造に室町中期に発生した茶室建築の要素を取り入れた数奇屋風書院造が造り出された。そこには格式にこだわらず、丸太を使い竹を多用し土壁を見せ、ときにしゃれたディテールも見せる、自由で豊かな表現が見られる。こうした数寄屋風書院は明治以降さらに洗練の度合いを増し、昭和初期に至ってついに単なる茶座敷を超えた数寄屋建築を完成させる。
庶民の住宅においても、名主相当の有力者の場合、代官を自宅に迎えるため、接客用の土地や部屋に書院造の要素である長押や、床の間、書院などの座敷飾りが取り入れられた。明治以降には、庶民住宅にも取り入れられたが、なお床の間のある座敷は一種特別な部屋であり、家主の家族であっても普段は立ち入れない場所であることがあった。現代に至り和風建築は急速に衰退し一室も和室を設けない建築も当たり前となっている。

## 書院造の例
書院造の芽生え
- 慈照寺同仁斎

書院造の完成
- 園城寺光淨院客殿

書院造の進化
- 西本願寺白書院

対面所への特化
- 二条城二の丸書院
- 西本願寺対面所